# Invasion japonaise de la Malaisie
Théâtre d'Asie du Sud-Est de la Guerre du Pacifique
Batailles
Campagne de Malaisie
- Invasion japonaise de la Malaisie
- Opération Krohcol
- Occupation japonaise de la Malaisie
- Attaque du Prince of Wales et du Repulse
- Bataille de Jitra
- Gurun
- Kampar
- Slim River
- Gemas (en)
- Muar
- Endau (en)

Japon :
- Raid de Doolittle
- Bombardements stratégiques sur le Japon (Tokyo
- Yokosuka
- Kure
- Hiroshima et Nagasaki)
- Raids aériens japonais des îles Mariannes
- Campagne des archipels Ogasawara et Ryūkyū
- Opération Famine
- Bombardements navals alliés sur le Japon
- Baie de Sagami
- Invasion de Sakhaline
- Invasion des îles Kouriles
- Opération Downfall
- Reddition du Japon

Pacifique central :
- Pearl Harbor
- Guam (1941)
- Wake
- Raid sur les îles Gilbert et Marshall
- Opération K
- Midway
- Opération RY
- Campagne des îles Gilbert et Marshall
- Campagne des îles Mariannes et Palaos
- Campagne des archipels Ogasawara et Ryūkyū
- Opération Inmate

Pacifique du sud-ouest :
- Nauru
- Invasion des Philippines (1941-42)
- Invasion des Indes orientales néerlandaises
- Opérations de l'Axe dans les eaux australiennes
- Raids aériens japonais sur l'Australie (1942-43)
- Opération Ke
- Campagne des îles Salomon
- Campagne de Nouvelle-Guinée
- Campagne des Philippines
- Campagne de Bornéo (1945)

Asie du sud-est :
- Invasion de l'Indochine (1940)
- Océan Indien (1940-45)
- Guerre franco-thaïlandaise
- Invasion de la Thaïlande
- Campagne de Malaisie
- Hong Kong
- Singapour
- Campagne de Birmanie
- Opération Kita
- Indochine (1945)
- Détroit de Malacca
- Opération Jurist
- Opération Tiderace
- Opération Zipper
- Bombardements stratégiques (1944-45)

Guerre sino-japonaise
Front d'Europe de l’Ouest
Front d'Europe de l’Est
Bataille de l'Atlantique
Campagnes d'Afrique, du Moyen-Orient et de Méditerranée
Théâtre américain
L'invasion japonaise de la Malaisie, se déroulant en Malaisie britannique, fut l'une des premières batailles majeures de la campagne de Malaisie du théâtre asiatique pendant la Seconde Guerre mondiale. Elle débuta juste après minuit le 8 décembre 1941 (heure locale) avant l'attaque de Pearl Harbor et opposa les forces terrestres de l'armée indienne britannique à l'empire du Japon.
Kota Bharu, capitale de l'État de Kelantan sur la côte nord-est de la Malaisie, était, en 1941, la base d'opérations de la Royal Air Force (RAF) et de la Royal Australian Air Force (RAAF) dans le nord de la Malaisie : il y avait une piste d'atterrissage à Kota Bharu et deux autres à Gong Kedak et Machang. Les pertes japonaises furent importantes en raison des attaques aériennes australiennes sporadiques, des défenses côtières indiennes et des tirs d'artillerie.

## Préparatifs à l'invasion
Le plan d'invasion japonais impliquait de débarquer des troupes de la 5e division à Pattani et Songkhla sur la côte est de la Thaïlande, et des troupes de la 18e division à Kota Bharu sur la côte nord-est de la Malaisie. Les forces débarquant en Thaïlande devront avancer jusqu'à la côte ouest et envahir la Malaisie par le nord-ouest de l'État de Kedah, tandis que la force de débarquement de l'est attaquera le long de la côte est depuis Kota Bharu jusqu'à l'intérieur de la Malaisie.
Le plan britannique de défense contre une attaque de la Thaïlande dans le nord-ouest de la Malaisie était une frappe préventive dans le sud de la Thaïlande, connue sous le nom d'opération Krohcol, afin de prendre des positions stratégiquement vitales et retarder l'attaque ennemie. Le plan britannique pour la défense de la côte est de la Malaisie consistait en des défenses de plage fixes par la 9e division d'infanterie indienne le long du tronçon nord du littoral et les deux tiers de la 8e division australienne défendant le tronçon sud du littoral (l'autre tiers étant déployé à Ambon, au Timor occidental, et à Rabaul)
La force d'attaque japonaise était constituée de la 25e armée commandée lieutenant général Tomoyuki Yamashita. Il navigua du port de Samah sur Hainan le 4 décembre 1941. Des navires supplémentaires transportant le gros des troupes rejoignirent le convoi de Saigon dans le sud du Viêt Nam, en Indochine française. Une reconnaissance de la RAAF Lockheed Hudson découvrit le convoi japonais. L'amiral Sir Thom Phillips, commandant de la marine britannique en Extrême-Orient depuis son croiseur de bataille HMS Repulse, ordonna l'annulation de son voyage à Darwin, en Australie, afin de retourner à Singapour le plus rapidement possible. La force d'invasion fut nouveau repérée le 7 décembre par un hydravion Catalina du 205e escadron de la RAF, mais celui-ci fut abattu par cinq chasseurs Nakajima Ki-27 avant de pouvoir diffuser son rapport par radio au quartier général aérien à Singapour. L'officier d'aviation Patrick Bedell, (commandant du Catalina) et ses sept membres d'équipage devinrent les premières victimes alliées dans la guerre avec le Japon.
Avant l'invasion, les Japonais avaient recruté un petit nombre de Malais mécontents dans une organisation de cinquième colonne appelée « Tortoise Society ». La police malaise était au courant de l'existence de partisans et avait arrêté un certain nombre de ses dirigeants juste avant le débarquement japonais. À Kota Bharu, les membres de la société fournirent une assistance à l'armée d'invasion en agissant comme guides.

## Débarquements à Kota Bharu

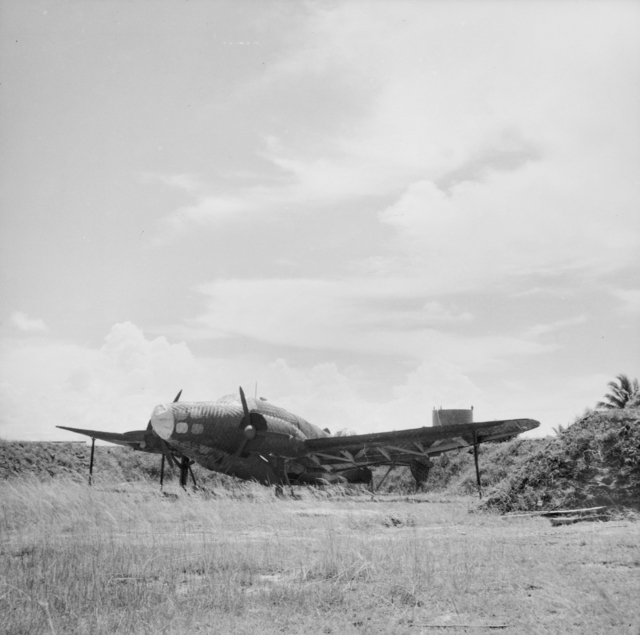
Un leurre Lockheed Hudson à l'aérodrome de Kota Bharu, 1941.

Le maréchal de l'air Sir Robert Brooke-Popham, commandant des forces britanniques en Extrême-Orient, craignant que la flotte japonaise n'essaie de provoquer une attaque britannique et de fournir ainsi une excuse pour entrer en guerre, hésita à lancer l'opération Matador le 7 décembre. L'opération était un  plan britannique visant à détruire la force d'invasion avant ou pendant le débarquement. Il décida de retarder l'opération, au moins pour la nuit. Mais, peu après minuit, les 7 et 8 décembre, des soldats indiens patrouillant sur les plages de Kota Bharu repérèrent trois grandes ombres : il s'agissait des navires de transport Awazisan Maru, Ayatosan Maru et Sakura Maru, mouillant à environ 3 km au large de la côte. Les navires transportaient environ 5 200 les troupes du détachement de Takumi (major-général Hiroshi Takumi, à bord de l'Awazisan Maru). La plupart de ces troupes étaient des vétérans de la seconde guerre sino-japonaise.
La force d'invasion japonaise était composée d'unités de la 18e division, les troupes d'assaut venaient du 56e régiment d'infanterie (colonel Yoshio Nasu, à bord du Sakura Maru), appuyées par une batterie d'artillerie de montagne du 18e régiment d'artillerie de montagne (lieutenant-colonel Katsutoshi Takasu), le 12e régiment du génie (lieutenant-colonel Ichie Fujii), la 18e division des transmissions, une compagnie du 12e régiment de transport, une compagnie de la 18e division médicale et l'hôpital de campagne n ° 2 de la 18e division médicale. Ils étaient escortés par une flotte (Kota Bharu Invasion Force) sous le commandement du contre-amiral Shintaro Hashimoto, composée du croiseur léger Sendai, des destroyers Ayanami, Isonami, Shikinami et Uranami, des dragueurs de mines n ° 2 et n ° 3 et du chasseur de sous-marin n ° 9.
L'invasion débuta par un bombardement vers 00 h 30, heure locale, le 8 décembre. Le chargement des péniches de débarquement s'ensuivit aussitôt le jet d'ancre des transports. Une mer agitée et des vents violents entravèrent l'opération et un certain nombre de petits bateaux chavirèrent, au cours duquel plusieurs soldats japonais moururent noyés avant d'atteindre la plage. Malgré ces difficultés, à 00 h 45, la première vague de péniches de débarquement se dirigèrent vers la plage en quatre lignes.

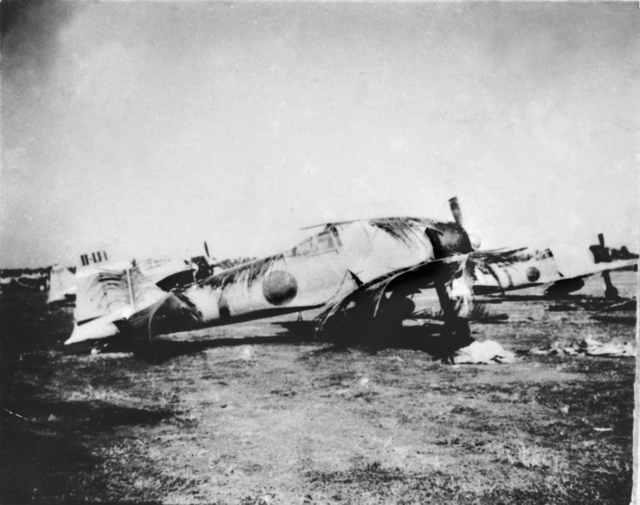
Mitsubishi A6M Zeros de la 22e flottille aérienne à Kota Bharu après sa capture, 1942.

La force en défense consistait en la 8e brigade d'infanterie indienne (brigadier B. W. Key) de la 9e division d'infanterie indienne (major général A. E. Barstow), appuyée par quatre obusiers de montagne de 3,7 pouces de la 21e batterie de montagne (major J. B. Soper). Le 3 / 17e Bn du régiment Dogra, sous le commandement du lieutenant-colonel G. A. Preston, avait la responsabilité des 16 km de la côte visées par les débarquements. Les Britanniques fortifièrent les plages étroites et les îles avec des mines terrestres, des barbelés et des casemates. Ils étaient soutenus par la 73e batterie de campagne du 5e régiment de campagne (Royal Artillery), déployée à côté de l'aérodrome voisin. La zone défendue par les 3 / 17e Dogra se composait des plages étroites de Badang et Sabak à Kota Bharu. Les plages étaient séparées par deux estuaires qui menaient à l'embouchure de la rivière Pengkalan Chepa à travers un labyrinthe de criques, de lagunes et d'îles marécageuses, derrière laquelle se trouvaient l'aérodrome de Kota Bharu et la route principale à l'intérieur des terres.
Le régiment Dogra a immédiatement ouvert un feu intense sur la force d'invasion avec de l'artillerie et des mitrailleuses. À minuit, les premières vagues de troupes japonaises se dirigèrent vers le front de mer en péniche de débarquement. Le colonel Masanobu Tsuji écrivit dans son livre sur la campagne de Malaisie :

« Les casemates ennemies, bien préparées, ont réagi violemment avec une telle force que nos hommes allongés sur la plage, à moitié dans et à moitié hors de l'eau ne pouvaient pas relever la tête. »

Les première et deuxième vagues de soldats japonais ont été bloquées par le feu intense des casemates et des tranchées des Dogra, mais après des combats acharnés au corps à corps, une brèche fut ouverte dans les défenses de la rive sud de l'estuaire. Sur la rive nord, les Japonais furent bloqués sur une île où l'aube les a retrouvés piégés. Les avions alliés des aérodromes voisins attaquèrent la flotte d'invasion et les soldats piégés sur l'île, provoquant de lourdes pertes parmi les première et deuxième vagues japonaises. Les Japonais réussirent à quitter la plage qu'après la destruction des deux postes de piluliers et des tranchées de soutien. Malgré leur forte résistance, les Dogra furent contraints de se replier sur leurs défenses devant l'aérodrome. Le brigadier Key déploya ses unités de réserves : le 2 / 12e Frontier Force Regiment et le 1 / 13e Frontier Force Rifles afin de soutenir le régiment en difficulté. À 10 h 30, Key lança une contre-attaque pour reprendre les plages perdues avec le 2 / 12e Frontier Force Regiment attaquant du sud et le 1 / 13e Frontier Force Rifles attaquant du nord. Les combats sur les plages furent intenses au cours desquels les deux parties subirent davantage de pertes. Malgré un infime progrès, les forces britanniques ne purent fermer la brèche, idem pour la deuxième attaque lancée dans l'après-midi.
L'aérodrome de Kota Bharu avait été évacué et à la tombée de la nuit du 8 décembre, avec une très faible visibilité, et les troupes japonaises pouvaient désormais s'infiltrer entre les unités britanniques. En vue d'éventuelles menaces de débarquements plus au sud, le brigadier Key demanda au major général Barstow (commandant de la 9e division) et au lieutenant général Heath (commandant du IIIe corps) l'autorisation de se replier si nécessaire.

## Attaques aériennes

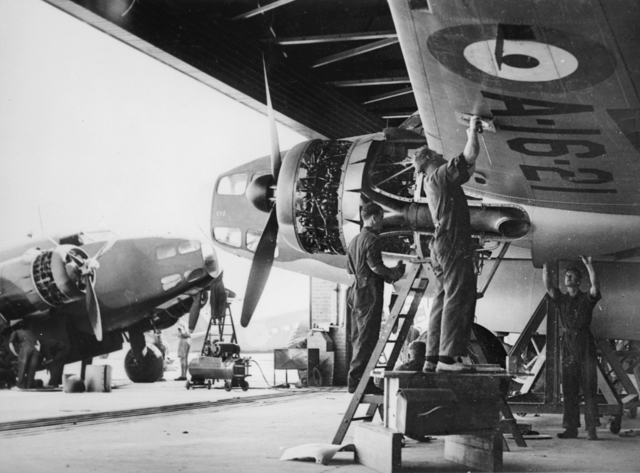
Un avion Lockheed Hudson du 1er escadron est en cours d'assemblage à la base de la RAAF de Richmond. L'Hudson au premier plan à droite était piloté par le Flight lieutenant John Lockwood, qui a mené la première attaque aérienne alliée contre les Japonais. Lui et ses ailiers ont gravement endommagé le cargo japonais Awazisan Maru, provoquant son abandon.

Le 1er escadron de la RAAF basé à Kota Bharu déploya 10 bombardiers Lockheed Hudson pour attaquer les transports japonais, chacun chargé de quatre 113 kg de bombes. Au cours des 17 missions effectuées, ils perdirent deux Hudson abattus et trois gravement endommagés. Un Hudson, piloté par le Flight lieutenant John Graham Leighton Jones, s'écrasa contre une péniche de débarquement entièrement chargée après avoir été touché alors qu'il mitraillait la tête de pont, tuant une soixantaine de soldats japonais à bord. Seuls cinq bombardiers Hudson restèrent en état de pilotage à la fin de la bataille.
Les trois transport de troupes japonais ont été considérablement endommagés, mais alors que l'Ayatosan Maru et le Sakura Maru étaient encore capables de naviguer, l'Awazisan Maru fut évacué en flamme et abandonné. Les attaques de l'escadron tuèrent ou blessèrent au moins 110 membres de son équipage. L'épave coulera un peu plus tard après avoir été torpillé par le sous-marin néerlandais K XII le 12 décembre.
Malgré la solide défense, Takumi disposait de trois bataillons d'infanterie complets à terre au milieu de la matinée du 8 décembre. Les contre-attaques lancées par le brigadier Key ont échoué et les Japonais ont pris la ville de Kota Bharu le 9. Après de violents combats pendant la nuit, menaçant l'aérodrome, le 2 / 12e Frontier Force Regiment du lieutenant-colonel Arthur Edward Cumming tenta de tenir l'aérodrome et de lancer une brillante action d'arrière-garde. Il recevra plus tard la Croix de Victoria pendant les combats à Kuantan. Key obtiendra la permission de se retirer de Kota Bharu.